# Siparuna krukovii
Siparuna krukovii är en tvåhjärtbladig växtart som beskrevs av A. C. Smith. Siparuna krukovii ingår i släktet Siparuna och familjen Siparunaceae. Inga underarter finns listade i Catalogue of Life.